# Gøye
Gøye eller Giøe er en uddød dansk uradelig slægt.

## Våbenskjold
Slægten førte tre skråbjælkevis stillede sølviIbskaller i blåt felt, på hjelmen to udadhældende, opadvendte sølv ibskaller, hver besat med 6 påfuglefjer, stundom dog kun fjerene eller to vesselhorn. Drosten Matheus de Floratorp (Flaarup) førte alt det nævnte skjoldmærke 1264.

## Historie
I 13- og 1400-tallet kaldte linjer sig Krag og Staverskov. Oprindeligt hørte slægten hjemme på Lolland.
Den nyere slægts lidet talrige ældre linje nedstammede fra landsdommer på Lolland Knud Gøye til Kjelstrup, Kjerstrup og Galmindrup, hvis søn, Anders Gøye til samme gårde (død 1559), var fader til lensmand på Nykøbing Slot, senere på Højstrup Henning Gøye til Kjelstrup og Kjerstrup (1538-1617), der en tid var hofmarskal og som 1599 fulgte Christian 4. på rejsen til Nordkap, til rigsråden Absalon Gøye til Kjelstrup (1539-1602), der 1594 var midlertidigt medlem af regeringen, og til Mogens Gøye (1547 til ca. 1608), der opførte Bremersvold i stedet for Galmindrup. 
Axel Mogensen Gøye til Krenkerup, endnu omtalt 1401, var fader til Mogens Axelsen Gøye til Krenkerup, der 1437 var høvedsmand på Københavns Slot og kongens kammermester. Den nyere slægts yngre linje stammede fra sidstnævnte søn, den rige og driftige godssamler Eskil Gøye til Krenkerup og Gisselfeld (død 1506), der 1486 blev rigsmarsk, i hvilken egenskab han 1497 anførte den danske hær i Sverige. Han blev fader til rigshofmesteren  Mogens Gøye og til rigsråden Henrik Gøye. Blandt hr. Mogens' talrige børn skal nævnes Axel Gøye til Clausholm (død 1537), tilhænger af grev Christoffer, som gjorde ham til sin råd, Eskild Gøye til Gunderslevholm og Margård (død 1560), Albrecht Gøye til Krenkerup og Torbenfeld (død 1558), der var fodermarsk og indehaver af betydelige forleninger, bl.a. Dragsholm og Skanderborg Slot, den fromme fru Eline Gøye (død 1563), kendt for den store jordebog, som hun lod forfatte efter sin første mand hr. Mourits Olufsen Krognos' død, fru Birgitte Gøye, Christoffer Gøye til Avnsbjerg, Orebygård og Gunderslevholm (død 1584) og Falk Gøye til Skjersø (død 1554), begge deltagere i Prinsesse Annas store brudetog til Sachsen 1548. Sidstnævnte var fader til "den lystige" Mogens Gøye til Gunderslevholm (død 1615), der beklædte stillingerne som kongens jægermester og forstander for Herlufsholm, og til lensmand på Bornholm Falk Gøye til Skjersø og Starupgård (1555-1594), omtalt som en lærd mand, der bl.a. stod på en fortrolig fod med lensmanden Tyge Brahe. Jægermesterens ældste søn, Christoffer Gøye til Gunderslevholm og Assendrup (1584-1652), byggede flere gange orlogsskibe for kongen, ligesom han gav sig af med bjergværksdrift; på sit jernværk Barbo ved Arendal fandt han således gulderts. Sidstnævnte Falk Gøye var fader til Falk Gøye til Skjersø (død 1643), en kort tid ejer af Bregentved. Ovennævnte Henrik Gøyes søn Eskild Gøye til Skjørringe (død 1573), opvartede den fangne Christian 2. på Kalundborg Slot, var senere lensmand bl.a. på Odensegård og Nyborg Slot og proviantmester i Fyn under Den Nordiske Syvårskrig. Hans Søn, Henrik Gøye til Skjørringe (1562-1611), var fader til den litterært interesserede jomfru Mette Gøye (1599-1664), der udgav første part af Vedels folkevisesamling, til hofmester på Sorø Akademi Falk Gøye til Hvidkilde (1602-1653), der var med ved Lutter am Barenberg, til Otte Gøye til Turebygård (1604-1642), gift med den lærde Birgitte Thott, og endelig til jomfru Anne Gøye (1609-1681), der samlede et betydeligt bibliotek, som hun testamenterede til Karen Brahe. Af disse søskende blev hr. Falk fader til Susanne Gøye (1634-1683), hvis boglige interesser gik i arv til datteren Karen Brahe, til gehejmeråd og hvid ridder Marcus Gøye til Hvidkilde og Brahesborg (1635-1698) og til den ugifte hofmester på Sorø, etatsråd Mogens Gøye (1637-1683), envoyé extraordinaire i Moskva 1673-76. Marcus Gøye fik en fortrinlig uddannelse på Sorø og i udlandet. Efter en kortere tjeneste som kammerherre hos dronning Sophie Amalie blev han 1662 marskal på Hannibal Sehesteds ambassade til Paris, hvor han selv var dansk resident fra 1663. Han vendte tilbage til Danmark 1666, blev atter det følgende år sendt til Paris i overordentligt ærinde og beklædte derefter forskellige gesandtskabsposter, 1669-72 i Haag, 1672-78 i England, 1678-1682 i Spanien. Han udnævntes 1685 til skoleherre på Herlufsholm, virkede flere år som stiftamtmand på Lolland-Falster, havde sæde i Højesteret og blev 1695 overhofmester for det ridderlige Akademi i København. I Herlufsholm Kirke rejstes et pragtfuldt gravmæle over ham, slægtens sidste mand, der på fremskudte poster med ære og dygtighed havde hævdet "de stolte Gøye'rs" berømmelige traditioner.